# Chulakanakere Kaval, Kanakapura
Chulakanakere Kaval là một làng thuộc tehsil Kanakapura, huyện Ramanagara, bang Karnataka, Ấn Độ.